# Héctor Luis Lucas Peña Gómez
Héctor Luis Lucas Peña Gómez (ur. 18 października 1929 w Velasco) – kubański duchowny rzymskokatolicki, w latach 1979-2005 biskup Holguín.

## Życiorys
Święcenia kapłańskie przyjął 36 czerwca 1955. 12 stycznia 1970 został prekonizowany biskupem pomocniczym Santiago de Cuba ze stolicą tytularną Novaliciana. Sakrę biskupią otrzymał 19 marca 1970. 8 stycznia 1979 został mianowany biskupem Holguín. 14 listopada 2005 przeszedł na emeryturę.